# Theristus monstrosus
Theristus monstrosus is een rondwormensoort uit de familie van de Xyalidae. De wetenschappelijke naam van de soort is voor het eerst geldig gepubliceerd in 1954 door Gerlach.